# 喬治·巴斯特
喬治·巴斯特（George Bastl，1975年4月1日—）是一位瑞士職業網球運動員。

## 外部連結
- 官方网站
- 喬治·巴斯特（英文/西班牙文）的官方資料
- 喬治·巴斯特的國際網球總會 職業／青少年 官方資料（英文）
- 喬治·巴斯特的官方資料（英文）